# Numero leptonico
Il numero leptonico è quel numero quantico che, nelle interazioni tra particelle, caratterizza le particelle elementari chiamate leptoni e viene definito come il numero di leptoni meno il numero degli antileptoni, secondo la seguente equazione:
{\displaystyle L=n_{\ell }-n_{\overline {\ell }}}
I leptoni sono caratterizzati da un numero intero positivo, mentre gli antileptoni da un numero intero negativo.
A ciascun doppietto di leptoni viene, quindi, assegnato un numero leptonico differente che deve essere conservato in tutte le interazioni.

## Suddivisioni
In conseguenza della composizione delle famiglie leptoniche si distingue un:
- Numero leptonico elettronico,  che è definito come il numero totale di elettroni più il numero di neutrini elettronici meno il numero delle loro antiparticelle.

Il suo valore è:
{\displaystyle +1} per un elettrone e per un neutrino elettronico;
{\displaystyle -1} per un antielettrone e per un antineutrino elettronico;
{\displaystyle 0} (zero) per tutte le altre particelle non leptoniche;
- Numero leptonico muonico, che è definito come il numero totale di muoni più il numero di neutrini muonici meno il numero delle loro antiparticelle

Il suo valore è:
{\displaystyle +1} per un muone e per un neutrino muonico;
{\displaystyle -1} per un antimuone e per un antineutrino muonico;
{\displaystyle 0} (zero) per tutte le altre particelle non leptoniche;
- Numero leptonico tau che è definito come il numero totale di particelle tau più il numero di neutrini tau meno il numero delle loro antiparticelle

Il suo valore è:
{\displaystyle +1} per una particella tau  e per il suo neutrino;
{\displaystyle -1} per una antipartcella tau e per il suo antineutrino;
{\displaystyle 0} (zero) per tutte le altre particelle non leptoniche.
|                           | {\displaystyle e^{-},{\nu }_{e}} | {\displaystyle e^{+},{\overline {\nu }}_{e}} | {\displaystyle \mu ^{-},\nu _{\mu }} | {\displaystyle \mu ^{+},{\bar {\nu }}_{\mu }} | {\displaystyle \tau ^{-},\nu _{\tau }} | {\displaystyle \tau ^{+},{\bar {\nu }}_{\tau }} |
| {\displaystyle L_{e}}     | {\displaystyle 1}                | {\displaystyle -1}                           | {\displaystyle 0}                    | {\displaystyle 0}                             | {\displaystyle 0}                      | {\displaystyle 0}                               |
| {\displaystyle L_{\mu }}  | {\displaystyle 0}                | {\displaystyle 0}                            | {\displaystyle 1}                    | {\displaystyle -1}                            | {\displaystyle 0}                      | {\displaystyle 0}                               |
| {\displaystyle L_{\tau }} | {\displaystyle 0}                | {\displaystyle 0}                            | {\displaystyle 0}                    | {\displaystyle 0}                             | {\displaystyle 1}                      | {\displaystyle -1}                              |

## Legge di conservazione del numero leptonico
Molti modelli, incluso il modello standard, utilizzano la conservazione del numero leptonico totale, per spiegare l'esistenza di alcuni decadimenti e l'eventuale impossibilità di altri, energeticamente consentiti. Ad esempio, nel decadimento beta:
{\displaystyle {\begin{matrix}&n&\rightarrow &p&+&e^{-}&+&{\overline {\nu }}_{e}\\L:&0&=&0&+&1&-&1\end{matrix}}}
dove {\displaystyle L} è il numero leptonico totale, che è nullo, in quanto il neutrone non è un leptone, ma un barione, mentre tra i prodotti si ha un protone {\displaystyle (n_{l}=0)}, un elettrone {\displaystyle (n_{l}=1)} ed un antineutrino {\displaystyle (n_{l}=-1)}, con numerto leptonico totale nullo.
Generalmente, poi, si osserva che i decadimenti noti conservano anche un numero leptonico familiare, ovvero un numero leptonico totale riferito alle famiglie di leptoni presenti in un dato decadimento (cioè il numero leptonico: elettronico, muonico e tau). Ad esempio, per il canale di decadimento principale del muone, si osserva che:
{\displaystyle {\begin{matrix}&\mu ^{-}&\rightarrow &e^{-}&+&{\overline {\nu }}_{e}&+&\nu _{\mu }\\L:&1&=&1&-&1&+&1\\L_{e}:&0&=&1&-&1&+&0\\L_{\mu }:&1&=&0&+&0&+&1\\L_{\tau }:&0&=&0&+&0&+&0\end{matrix}}}
ovvero sia il numero leptonico elettronico, sia quello muonico che quello del tau sono conservati. Ciò suggerisce l'esistenza di una legge di conservazione per ciascun numero leptonico (elettronico, muonico e tauonico). In pratica si definiscono tre numeri leptonici:
{\displaystyle L_{e}} che è il numero leptonico elettronico:
{\displaystyle L_{\mu }} che è il numero leptonico muonico;
{\displaystyle L_{\tau }} che è il numero leptonico del tau (tauone).

## Violazioni della conservazione del numero leptonico
All'interno del Modello Standard reazioni che violino la conservazione di uno dei numeri leptonici o del
numero leptonico totale (somma dei tre) sono strettamente proibite.
Tuttavia poiché i neutrini non sono esattamente privi di massa, violazioni alla conservazione dei numeri leptonici sono possibili: i neutrini infatti possono oscillare, 
cambiando quindi di famiglia.
All'interno di altri modelli sono possibili inoltre altri tipi di violazione del numero leptonico.
È possibile, in alcuni casi, che i numeri leptonici di famiglia possano non conservarsi, pur mantenendosi valida la legge di conservazione per il numero leptonico totale:
{\displaystyle L=L_{e}+L_{\mu }+L_{\tau }}.
Un esempio di questo tipo è il decadimento seguente:
{\displaystyle {\begin{matrix}&\mu ^{-}&\rightarrow &e^{-}&+&\nu _{e}&+&{\overline {\nu }}_{\mu }\\L:&1&=&1&+&1&-&1\\L_{e}:&0&\neq &1&+&1&+&0\\L_{\mu }:&1&\neq &0&+&0&-&1\end{matrix}}}
Come si può osservare, sia il numero elettronico, sia quello muonico non sono conservati, mentre quello totale sì. 
All'interno dei modelli che prevedono questi fenomeni spesso vengono utilizzati altri numeri quantici conservati, ad esempio il modello di Pati-Salam utilizza la differenza tra numero barionico e numero leptonico.
Vi è da dire che, a parte le oscillazioni dei neutrini, nessun altro fenomeno di violazione della conservazione del numero leptonico è stato mai osservato.

## R-parità
La R-parità è un concetto di fisica delle particelle e di fisica teorica. Nell'estensione supersimmetrica del Modello Standard, il numero barionico e il numero leptonico non sono più conservati da parte di tutti gli accoppiamenti in una teoria rinormalizzabile.  La R-parita è una simmetria del gruppo {\displaystyle Z_{2}}  che agisce nel Modello Standard supersimmetrico minimale (MSSM) e tale parità può essere definita come:
{\displaystyle R=(-1)^{2j+3B+L}}.
dove: {\displaystyle j} è lo spin, {\displaystyle B} è il numero barionico e {\displaystyle L} il numero leptonico. Ogni particella del Modello Standard ha R-parità uguale ad {\displaystyle +1}, mentre la R-parità del partner supersimmetrico ha R parità {\displaystyle -1}.

### Libri
- L.B. Okun, Leptoni e quark, Editori Riuniti university press, 2011, ISBN 978-88-6473-218-3.
- (EN)  Griffiths, David J., Introduction to Elementary Particles, Wiley, John & Sons, Inc, 1987, ISBN 0-471-60386-4.
- (EN)  Tipler, Paul; Llewellyn, Ralph, Modern Physics, 4 ed., W. H. Freeman, 2002, ISBN 0-7167-4345-0.
- (EN)  Michael E. Peskin, Daniel V. Schroeder, An Introduction to Quantum Field Theory, Addison-Wesley, 1995, ISBN 0-201-50397-2.
- (EN)  M.E. Peskin e D. V. Schroeder, Introduction to Quantum Field Theory, Westview Press, 1995, ISBN 978-0-201-50397-5.
- (EN)  L. Rosenfeld, Nuclear Forces, Interscience Publishers, 1948,  p. xvii.
- (EN)  R. Shankar, Chapter 2: Rotational Invariance and Angular Momentum, in Principles of Quantum Mechanics, 2nd, Springer, 1994,  pp. 305–352, ISBN 978-0-306-44790-7.
- (EN)  S. Weinberg, The Discovery of Subatomic Particles, Cambridge University Press, 2003, ISBN 978-0-521-82351-7.
- (EN)  R. Wilson, Astronomy Through the Ages: The Story of the Human Attempt to Understand the Universe, CRC Press, 1997,  p. 138, ISBN 978-0-7484-0748-4.

### Articoli
- (EN)  I.V. Anicin, The Neutrino: Its Past, Present and Future, 2005, arXiv:physics/0503172.
- (EN)  Y.Fukuda et al., T. Hayakawa, E. Ichihara, K. Inoue, K. Ishihara, H. Ishino, Y. Itow e T. Kajita, Evidence for Oscillation of Atmospheric Neutrinos, in Physical Review Letters, vol. 81, n. 8, 1998,  pp. 1562-1567, Bibcode:1998PhRvL..81.1562F, DOI:10.1103/PhysRevLett.81.1562, arXiv:hep-ex/9807003.
- (EN)  K. Kodama, N. Ushida, C. Andreopoulos, N. Saoulidou e G. Tzanakos, Observation of tau neutrino interactions, in Physics Letters B, vol. 504, n. 3, 2001,  pp. 218-224, Bibcode:2001PhLB..504..218D, DOI:10.1016/S0370-2693(01)00307-0, arXiv:hep-ex/0012035.
- (EN)  B.R. Martin e G. Shaw, Chapter 2: Leptons, quarks and hadrons, in Particle Physics, John Wiley & Sons, 1992,  pp. 23–47, ISBN 978-0-471-92358-9.
- (EN)  S.H. Neddermeyer, C.D. Anderson e Anderson, Note on the Nature of Cosmic-Ray Particles (PDF) (Submitted manuscript), in Physical Review, vol. 51, n. 10, 1937,  pp. 884-886, Bibcode:1937PhRv...51..884N, DOI:10.1103/PhysRev.51.884.
- (EN)  M.L. Perl et al., G. Abrams, A. Boyarski, M. Breidenbach, D. Briggs, F. Bulos, W. Chinowsky e J. Dakin, Evidence for Anomalous Lepton Production in e+–e− Annihilation, in Physical Review Letters, vol. 35, n. 22, 1975,  pp. 1489-1492, Bibcode:1975PhRvL..35.1489P, DOI:10.1103/PhysRevLett.35.1489.
- (EN)  K. Riesselmann, Logbook: Neutrino Invention, in Symmetry Magazine, vol. 4, n. 2, 2007 (archiviato dall'url originale il 31 maggio 2009).
- (EN)  C. Amsler et al. (Particle Data Group), Amsler, Doser, Antonelli, Asner, Babu, Baer e Band, Review of Particle Physics (PDF), in Physics Letters B, vol. 667, n. 1, 2008,  p. 1, Bibcode:2008PhLB..667....1A, DOI:10.1016/j.physletb.2008.07.018.